# Думбрава (Димбовіца)
Думбрава (рум. Dumbrava) — село у повіті Димбовіца в Румунії. Входить до складу комуни Улмі.
Село розташоване на відстані 72 км на північний захід від Бухареста, 4 км на південь від Тирговіште, 143 км на північний схід від Крайови, 86 км на південь від Брашова.

## Населення
За даними перепису населення 2002 року у селі проживали 519 осіб, усі — румуни. Усі жителі села рідною мовою назвали румунську.